# Onion Browser
Onion Browser — веб-браузер с открытым исходным кодом для мобильной платформы iOS, созданный, чтобы обеспечить на устройствах Apple возможность анонимного веб-серфинга при помощи сети Tor.
Программа рекомендована к использованию такими изданиями, как TTC, ProPublica, Daily Kos и The Guardian, а также получила высокие оценки от Salon, TechCrunch, Geek.com, NBCNews.com, журнала «Хакер» и ряда других изданий.

## Возможности
- Скрытие реального IP-адреса и защита сетевого трафика с помощью Tor от прослушивания в беспроводных сетях, а также со стороны провайдера[17];
- Обеспечение доступа к скрытым сервисам Tor[18][17][19];
- Поддержка сетевых мостов[20] Tor[21];
- Подмена HTTP-заголовка User-Agent[22] и опция Do Not Track[англ.][18];
- Настраиваемые политики хранения HTTP-Cookie[18][17][22];
- Экстренное удаление HTTP-Cookie, очистка кэша, истории посещенных сайтов и смена IP-адреса единственным кликом[18][17][23];
- Встроенный каталог сайтов .onion[18][17][24].

## Недостатки
- Отсутствие гарантированной анонимизации трафика при соединении с сайтами, содержащими HTML5 video и HTML5 Geolocation API[18];
- Нельзя отключить использование JavaScript[18];
- Невозможность противостоять глубокой инспекции пакетов[18];
- Браузер не предотвращает утечки DNS[18];
- Нет самостоятельного выбора пользователем входных и выходных узлов Tor;
- Доступно открытие только одной вкладки.

## Факты
Onion Browser не входит в число программ, официально поддерживаемых разработчиками сети Tor. Однако, 10 % вырученной от продаж суммы жертвуется на поддержку The Tor Project, Inc. и Electronic Frontier Foundation.